# Caperonotus tucurui
Caperonotus tucurui är en skalbaggsart som beskrevs av Dilma Solange Napp och Monné 2008. Caperonotus tucurui ingår i släktet Caperonotus och familjen långhorningar. Inga underarter finns listade.